# Pa blanc

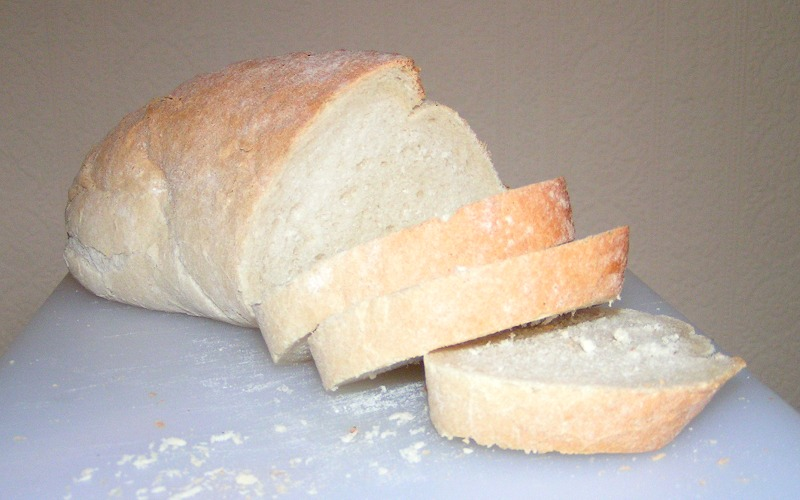
Una llesca de pa blanc.

El  pa blanc  és un pa elaborat amb farina de blat de la qual s'ha retirat el segó i sovint també el germen, en contrast amb el pa integral fet amb farina integral de blat, en la qual aquestes parts es deixen i contribueixen al color marró. A més, aquesta farina blanca es blanqueja sovint usant bromat potàssic o diòxid de clor (milloradors del pa) per eliminar qualsevol color lleument groguenc i fer les seves propietats de cocció més predictibles.
L'actual popularitat del pa blanc és una resposta a l'adaptació del negoci d'ultramarins al comerç modern. El blanquejat dona a la farina blanca una data de caducitat molt més alta que la de la farina integral, i el pa fet amb ella pot tenir més temps a la venda. Això permet majors temps d'emmagatzematge i transport.

## Crítiques
El pa blanc es critica sovint per ser menys nutritiu que altres pans. La majoria de les vitamines pròpies del blat es retiren juntament amb el germen o es destrueixen en el procés de blanquejat. Amb l'entrada dels Estats Units a la Segona Guerra Mundial, la manca de contingut vitamínic havia portat a un increment de reclutes rebutjats en l'examen físic de selecció. Com a resposta, es va dictar una llei que obligava a enriquir la farina blanca amb vitamines per suplir les retirades pel procés de blanqueig, tot i que els crítics afirmen que no es recuperen els oligoelements eliminats pel blanquejat. Contra això s'argumenta que la quantitat de minerals en el pa és minúscula i la seva falta és fàcilment substituïble per qualsevol altre constituent comú de la dieta, com fruita o verdura. La majoria del pa blanc comercial conté poca fibra alimentària en comparació amb el pla que inclou el segó. Una dieta baixa en fibra es relaciona en alguns casos amb restrenyiment i diarrea. Les lleis canadenques exigeixen quantitats relativament altes de proteïna en els seus gra, el que provoca l'existència d'un tipus de pa conegut com a blanc canadenc.
El pa blanc també es critica per ser massa fàcil de digerir, el que provoca pujades i baixades més pronunciades dels nivells de sucre en sang i insulina que els pans integrals.